# 加斯
加斯（法語：Gaas，法語發音：[ɡas]）是法国朗德省的一个市镇，属于达克斯区。

## 地理
加斯（43°36'48"N, 1°2'4"W）面积9.13 平方千米，位于法国新阿基坦大区朗德省，该省份为法国西南部沿海省份，是法國本土面积第二大的省，北起吉倫特省，西临大西洋，南至大西洋比利牛斯省，东临热尔省，东北与洛特-加龍省接壤。
与加斯接壤的市镇（或旧市镇、城区）包括：贝内斯莱达克斯、卡尼奥特、厄加斯、普永。

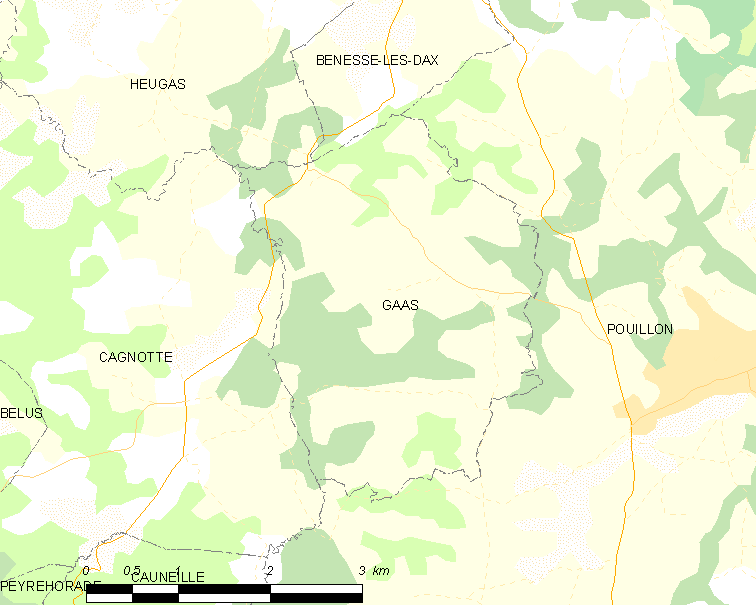
加斯的OSM定位图

加斯的时区为UTC+01:00、UTC+02:00（夏令时）。

## 行政
加斯的邮政编码为40350，INSEE市镇编码为40101。

## 政治
加斯所属的省级选区为奥尔特-阿里冈县。

## 人口

1962-2008年间加斯人口变化图示

加斯于2022年1月1日时的人口数量为471人。